# Nanofotónica
A nanofotónica (português europeu) ou nanofotônica (português brasileiro) poderá ser o próximo passo da fotónica. A fotónica permitirá a criação de computadores que serão na ordem dos milhares de vezes mais rápidos que os computadores clássicos ou computadores de electrões. A principal diferença entre um computador fotónico e um computador de electrões é que o primeiro não transmite os dados através de um bus sólido (materiais sólidos ex: semi - condutores, condutores), mas através de um feixe de luz (laser).
A nanofotónica estende-se para além desse ponto: tal como existe a formação de microcristais em certos fenómenos naturais, especula-se que a chave que poderá tornar a nanofotónica possível estará na utilização de nanocristais de baixa densidade (com uma densidade equivalente à dos aerogels), que permitirão refratar e/ou redirecionar o feixe de luz na direcção desejada. A estrutura de cada um destes cristais estaria de acordo com a sua função específica.

## Funcionamento do computador nanofotónico
As tecnologias envolvidas no processo de construção deste modelo ainda se encontram actualmente em desenvolvimento. Qualquer possibilidade de desenvolvimento deste computador, encontra-se dependente dos avanços na área da nanotecnologia e da física quântica.
A nanofotónica utiliza as mesmas bases tecnológicas da fotónica convencional, também denominada por optico-electrónica. Em vez de um condutor ou semicondutor sólido que transporta electrões, a fotónica utiliza um feixe de luz monocromático ou laser, que transporta não electrões, mas sim fotões á velocidade da luz.
Mas em vez da utilização dos convencionais microchips, o hardware deste computador basear-se-ia completamente em micro ou nanocristais, dependendo da escala do modelo. Cada um destes cristais terá uma forma e densidade específica, de acordo com a sua função. Poderão também existir cristais mais complexos originados a partir de uma junção entre cristais mais simples.

### Aplicações económicas
As aplicações económicas deste modelo poderão ser imensas. Desde a electrónica de consumo, aplicações na medicina, investigação em diversas áreas assim como lazer.